# 저우쥔쉰
저우쥔쉰(중국어: 周俊勳, 1980년 2월 23일 ~ )은 타이완의 바둑 기사이다.

## 경력
- 2003년 제16회 후지쯔배 16강. 8회 LG배 세계기왕전 24강. 제5회 춘란배 24강.
- 2004년 9회 LG배 세계기왕전 24강. 제3기 타이완 천원전 우승(대 린즈한). 제17회 후지쯔배 8강, 제2회 도요타덴소배 32강. 제1회 중환배 16강.
- 2005년 제2회 중환배 16강.
- 2006년 타이완 천원전, 명인전, 동강배, 왕좌 우승 등 4관왕
- 2007년 11회 LG배 세계기왕전 우승(대 후야오위 2:1), 제3기 타이완 왕좌전 우승(대 천스위엔 3:2)
- 2008년 타이완 기원 주최 기전 5년 출전정지
- 2009년 기왕전 준우승(대 천스위엔 0:3), 명인전 우승(대 펑징화 3:0)
- 2012년 03.12 제1회 바이링배 본선64강 진출